# Vibeke Glarbo
Vibeke Elisabeth Glarbo (født 3. juli 1946 i København) er en dansk billedhugger.
Glarbo læste i 1968 oldnordisk og dansk litteratur, filosofikum på Københavns Universitet, derefter blev hun uddannet på Kunstakademiet i København under Mogens Bøggild og Svend Wiig Hansen 1969-76.
Vibeke Glarbos udgangspunkt er en traditionel uddannelse som billedhugger. Da Glarbo ikke fandt sig til rette med skulpturens traditionelle materialer, begyndte hun i 1984 at eksperimentere med nye materialer som papir, plexiglas, asfalt, slagger, aske og polyester og materialer fra naturen. Studiet af oldislandsk og rejser til Island og Irland har haft indflydelse på Glarbos kunstneriske udvikling.

## Hæder
- 1972, Akademiets store sølvmedalje
- 1973, Marie Illum
- 1976, Carl Julius Petersens Hjælpefond
- 1977, Ronge
- 1977, Mogens Poulsen
- 1983, Hanne Benzons Præmie
- 1985, Gerhard Henning
- 1988, Højesteretssagfører Davids fond for slægt og venner
- 1989, Augusta Dohlmann
- 2000, Ole Haslunds Kunstnerfond[3]
- 2008, Statens Kunstfond: Livsvarig ydelse[4]